# Горска ягода
Горската ягода (Fragaria vesca) е растителен вид от род ягода. Растението е включено в списъка на лечебните растения съгласно Закона за лечебните растения.

## Описание
Горската ягода е тревисто многогодишно растение с осева коренова система. Това означава, че коренът на горската ягода се състои от голям брой тънки коренови разклонения, които излизат от главния корен. Горската ягода е изключително непретенциозен откъм условия за развитие растителен вид. Тя се развива еднакво добре и при сухи, и при влажни условия, в топли и в студени райони. Среща се в иглолистните и широколистните гори, а в някои райони и в субалпийския растителен пояс.
Листата на горската ягода са триделни, като отделните листчета са със силно назъбени ръбове. Целият триделен лист е свързан с дълга листна дръжка направо към основата на растението. Горската ягода има двуполови цветове, които са изградени от правилен двоен околоцветник, който се състои от 10 листчета, разделени на два кръга по 5. Освен това цветът се състои и от пет бели на цвят венчелистчета.
Горската ягода цъфти през късната пролет или през лятото в зависимост от района и надморската височина, на която се намира. След опрашването на растенията се появяват лъжливите плодове на растението. Те представляват яйцевидни или кълбовидни ароматни плодове. По-късно по повърхността или малко под нея се образуват същинските плодове на горската ягода. Този начин за образуване на плодовете е характерен за всички представители на род ягода.

## Употреба
Плодовете на горската ягода се използват за храна от човека, поради своите хранителни и вкусови качества. Растението е станало част от народната медицина в България, където се използват за отвари не само плодовете на растението, но и неговите листа.